# Turpan

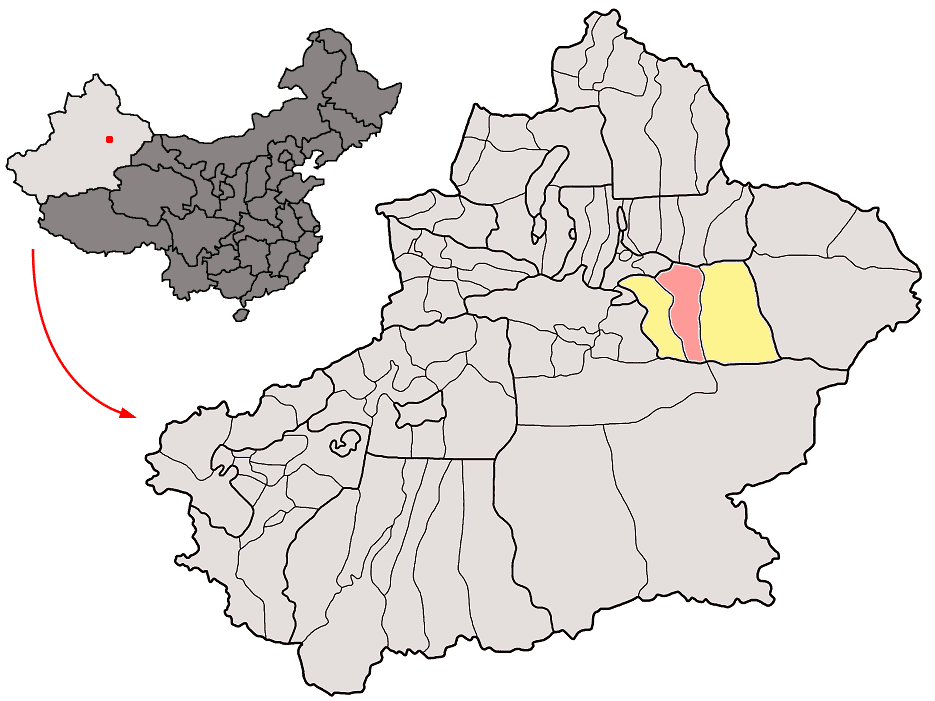
Localização de Turpan em Xinjiang

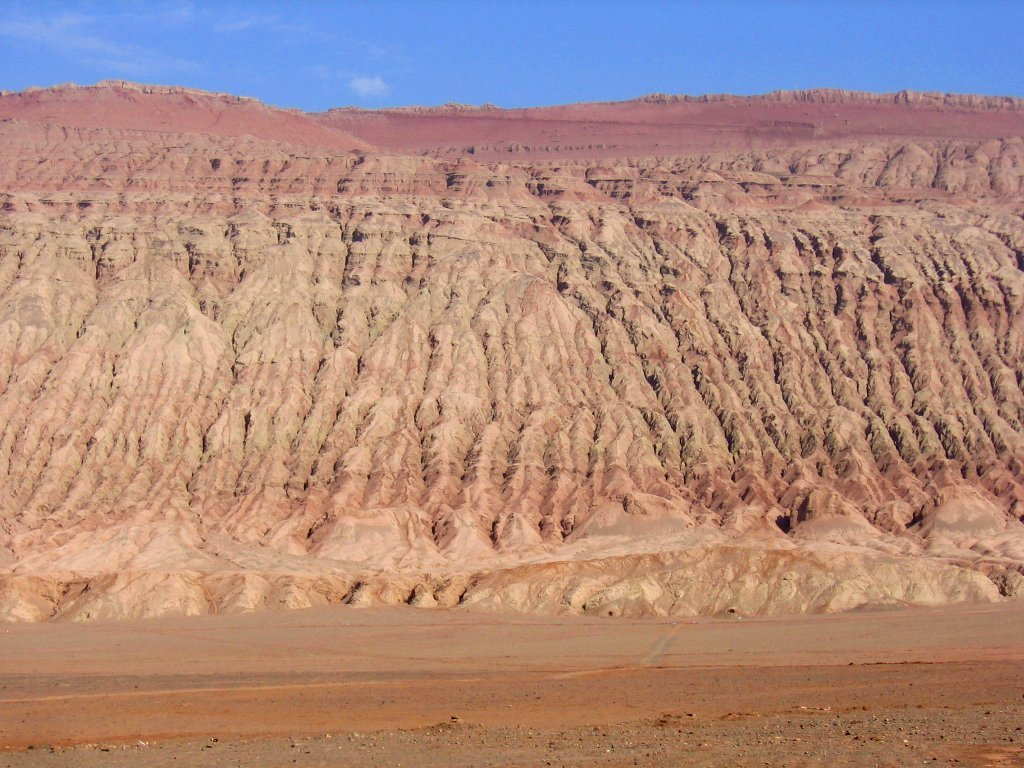
Montanhas Flamejantes

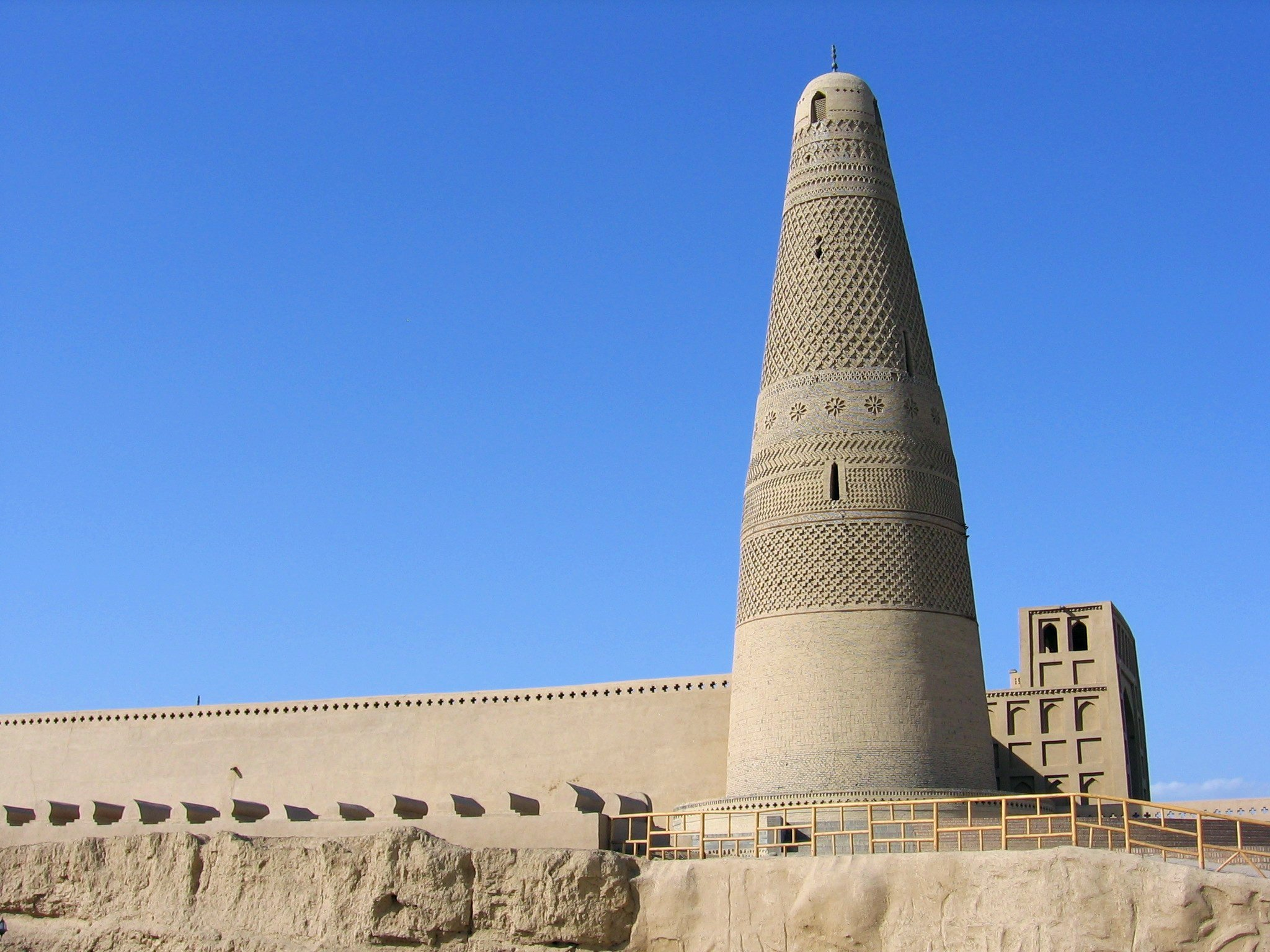
Minarete de Solimão

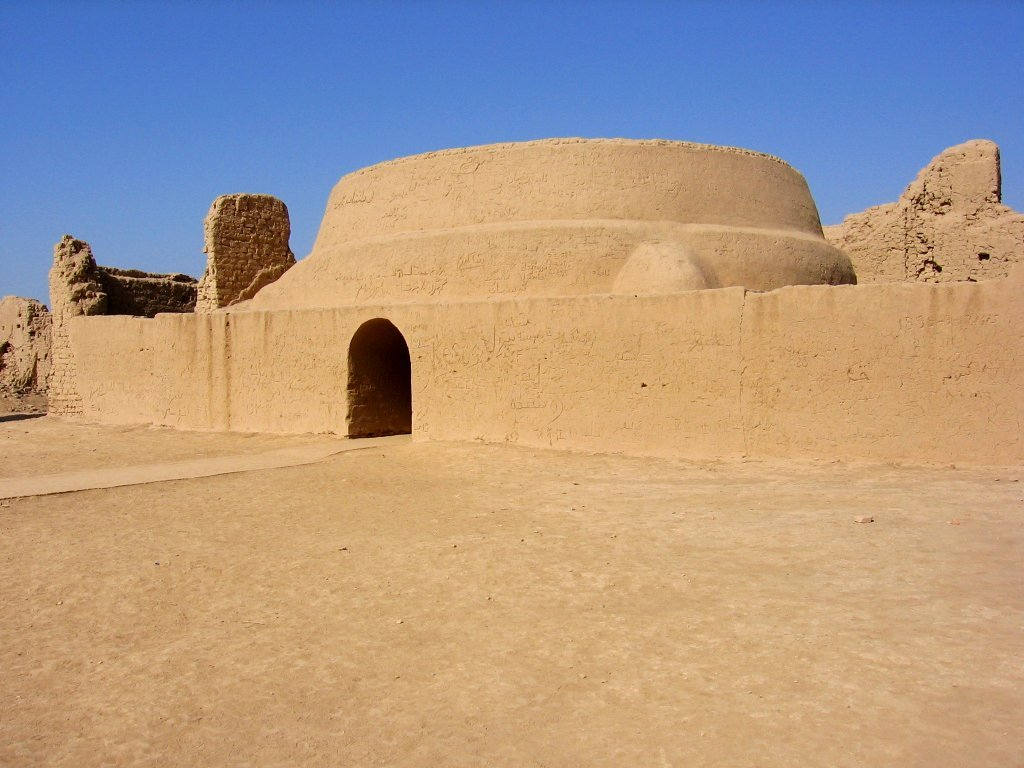
Ruínas de Gaochang

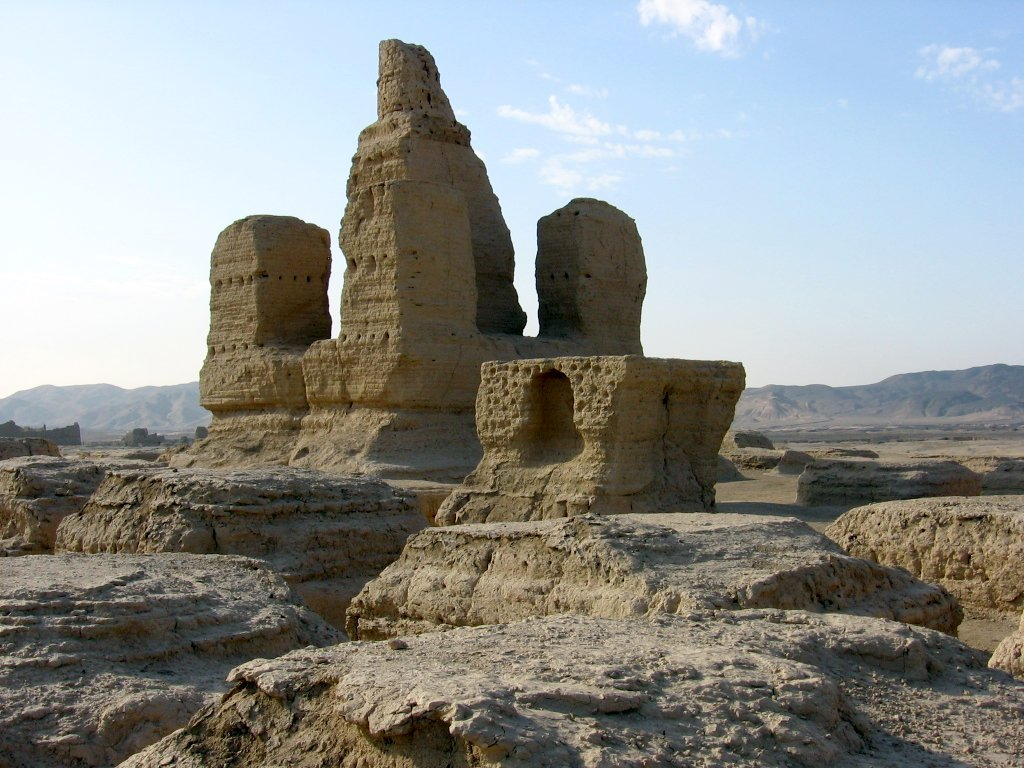
Ruínas de Jiaohe

Turpan ou Turfã (em chinês: 吐魯番 (tradicional) ou 吐鲁番 (simplificado); romaniz.: Tǔlǔfān), é um oásis cidade-condado na província de Xinjiang, na China. Está situado numa das variantes terrestres da Rota da Seda e ao norte da depressão de Turpan, que é um dos poucos locais da Terra situado abaixo do nível do mar, e, portanto, caracterizado como uma depressão absoluta.
No local existe um peculiar sistema de irrigação subterrânea, que utiliza poços interligados por túneis que fornecem irrigação nas áreas desérticas. Este método de irrigação foi difundido em Xinjiang durante a época da Dinastia Han. Os poços recolhem a água corrente de neve derretida e são interligados de modo que a parte inferior de um poço é ligada com outro poço escavado em um terreno mais abaixo. A maioria desses túneis de irrigação se estendem por cerca de 3 Km, mas alguns chegam a ter 30 km de extensão. Há cerca de 1 100 desses poços na região de Hami e da depressão de Turpan. Atualmente, o comprimento total desses túneis subterrâneos de irrigação na região de Xinjiang é estimado em 3 000 km. Trata-se de uma façanha de engenharia comparável à Grande Muralha e ao Grande Canal. A plantação de uvas na região, somente é possível devido a existência desses poços.
Há dois mil anos foi construída a cidade de Jiaohe, a dez quilômetros a oeste de Turpan. Jiaohe foi a capital do Reino Cheshi. Durante o século I, Jiaohe passou ao domínio da Dinastia Han. Durante o século VI, Turpan esteva sob o domínio do Reino Gaochang, quando foi tomada pela Dinastia Tang, durante o reinado do Imperador Tai Zong (626-649), e Turpan voltou a ser uma cidade de fronteiriça da China, servindo como uma ponto de apoio para comerciantes, monges e outros viajantes em seu caminho para o oeste.
A 50 km a nordeste de Turpan estão localizadas as Mil Cavernas de Buda de Bozkrik, que são as grutas mais conhecidas de Xinjiang. Construídas durante o final da época das Duas Dinastias (420-581), são cinquenta e sete grutas, conhecidas principalmente por seus murais, que ainda mantêm as suas cores frescas e vivas. As pinturas são inspiradas principalmente em contos budistas, mas também refletem as estreitas relações que existiam entre os uigures, e hans e mongóis. É evidente a influência de regiões ocidentais de Xinjiang e da Ásia Central no estilo artístico destes murais.
A 40 km ao norte de Turpan, estão localizadas as Cavernas de Buda de Shengjinkou, que são um conjunto constituído por dez cavernas de tijolos de barro, no local onde existiu um templo budista no período compreendido entre os séculos VI e XIV, construído na época da Dinastia Tang. Os murais nas paredes dessas cavernas retratam flores de lótus com os padrões de nuvens, coroa solitário em galhos de árvores secos, videiras carregadas de uvas, fileiras de árvores de salgueiro e retratos budistas. A maioria das pinturas são acompanhadas de anotações na língua urgur. Nesse local também foram descobertas escrituras budistas em sânscrito e em idiomas da etnia Han, além de moedas da Dinastia Tang.
Durante o reinado de Qian Long (1736-1795) da Dinastia Chingue, foi construído o Minarete de Solimão a três quilômetros a sudeste da cidade. Ao lado do minarete existem inscrições em línguas da etnia han e em uigur. Foi erguido por Solimão, um governante de Turpan, em memória de seu pai, Emim, em meados do século XVIII, por isso a estrutura também é chamado de Minarete de Emim. O minarete é estreito, redondo e tem cerca de 44 m de altura. Foi construído de tijolos amarelos com padrões florais. O minarete topo em forma de capacete é uma dos mais importantes obras da arquitetura muçulmana em Xinjiang.
No sopé das Montanhas Flamejantes, a cerca de  cerca de 45 km a sudeste da cidade de Turpan, encontram-se as ruínas da cidade de Gaochang, espalhadas por uma área de 200 ha. Este local é dividido em três partes: uma cidade exterior às muralhas, uma cidade interior às muralhas e o palácio imperial. A maior parte das muralhas da cidade ainda estão bem preservadas, a seção mais alta de tais muralhas tem doze metros de altura. Dentro da cidade, as paredes são os restos de casas quebradas e é possível perceber uma rede de ruas. A maioria das casas foram construídas de taipa ou com tijolos de lama, com portas em arco e janelas.
A cidade de Gaochang foi o centro político e cultural do noroeste da China por mais de 1 500 anos, no período compreendido entre a Dinastia Han e a Dinastia Ming (1368-1644), quando a cidade começou a se deteriorar.
10 km a oeste de Turpan encontram-se as ruínas de Jiaohe, que foi o posto fronteiriço do Reino Cheshi durante a Dinastia Han. No século VI a cidade foi a sede do governo da província. Trata-se de uma cidade que foi construída em uma uma ilha na confluência de dois rios, que ocupava uma área de 23 ha. A maioria dos edifícios ainda existentes são da época da Dinastia Tang (618-907) ou posteriores. Tais edifícios se dividem em três categorias: templos, residências civis e edifícios administrativos. Existem quatro aspectos peculiares que podem ser notados nessas ruínas:
1. as portas e janelas dos edifícios não são virados para a rua, característica arquitetônica da época da Dinastia Tang;
2. os pátios e as salas foram escavados na terra, como cavernas, uma característica de construções no noroeste da China;
3. não há muralhas da cidade, que foram consideradas desnecessárias pois a cidade estava cercada por falésias;
4. as casas de estão bem preservadas em decorrência do clima seco da região[2].